# 강원특별자치도 축구협회
강원특별자치도 축구협회(Gangwon Football Association)는 강원특별자치도에 위치한, 대한축구협회 산하의 축구 협회이다.
2016년 4월 강원도생활체육축구연합회와의 통합으로 5만 명이 넘는 회원들을 보유하게 되었으며, 강원특별자치도에서의 엘리트 축구 및 생활 축구 발전과, 강원특별자치도의 유소년 축구 및 여자 축구의 인프라 확대와 재건에도 힘 쓰고 있다.

## 기타
전 프로 축구 선수인 김병지가 2023년 5월 2일에 강원도의 유소년 축구 발전기금을 전달했다.

## 같이 보기
- 대한축구협회